# La Mort trouble
Pour plus de détails, voir Fiche technique et Distribution.
La Mort trouble est un film franco-belgo-tunisien réalisé par Claude d'Anna et Férid Boughedir, sorti en 1969.

## Synopsis
Sur une île déserte, après la mort d'un vieil homme sans doute assassiné par ses trois nièces, celles-ci passent peu à peu sous l'emprise de leur domestique « indigène », qui « bouleverse les règles du savoir-vivre, les critères artistiques, la langue dominante et la religion ».
Pour les auteurs, le film est « une farce anticolonialiste absurde et grotesque », d'Anna précisant que « l'île, c'est le lieu sadien des 120 journées de « Sodome et Gomorrhe » ».

## Fiche technique
- Réalisation : Claude d'Anna et Férid Boughedir
- Scénario : Claude d'Anna et Férid Boughedir
- Dialogues : Claude d'Anna et Férid Boughedir
- Photographie : Abdelaziz Frikha et Jean-Jacques Renon
- Musique : Arsène Souffriau
- Montage : Jean-Pierre de Wulf et Sadok Ben Aïcha
- Distributeur : Maya Films[2]

## Distribution
- Aly Ben Ayed (Homme)
- Ursule Pauly (Irène)
- Sophie Vaillant (Juliette)
- Sylvia Céline (Emmanuelle)
- Abdallah Chahed (Mort)[2]

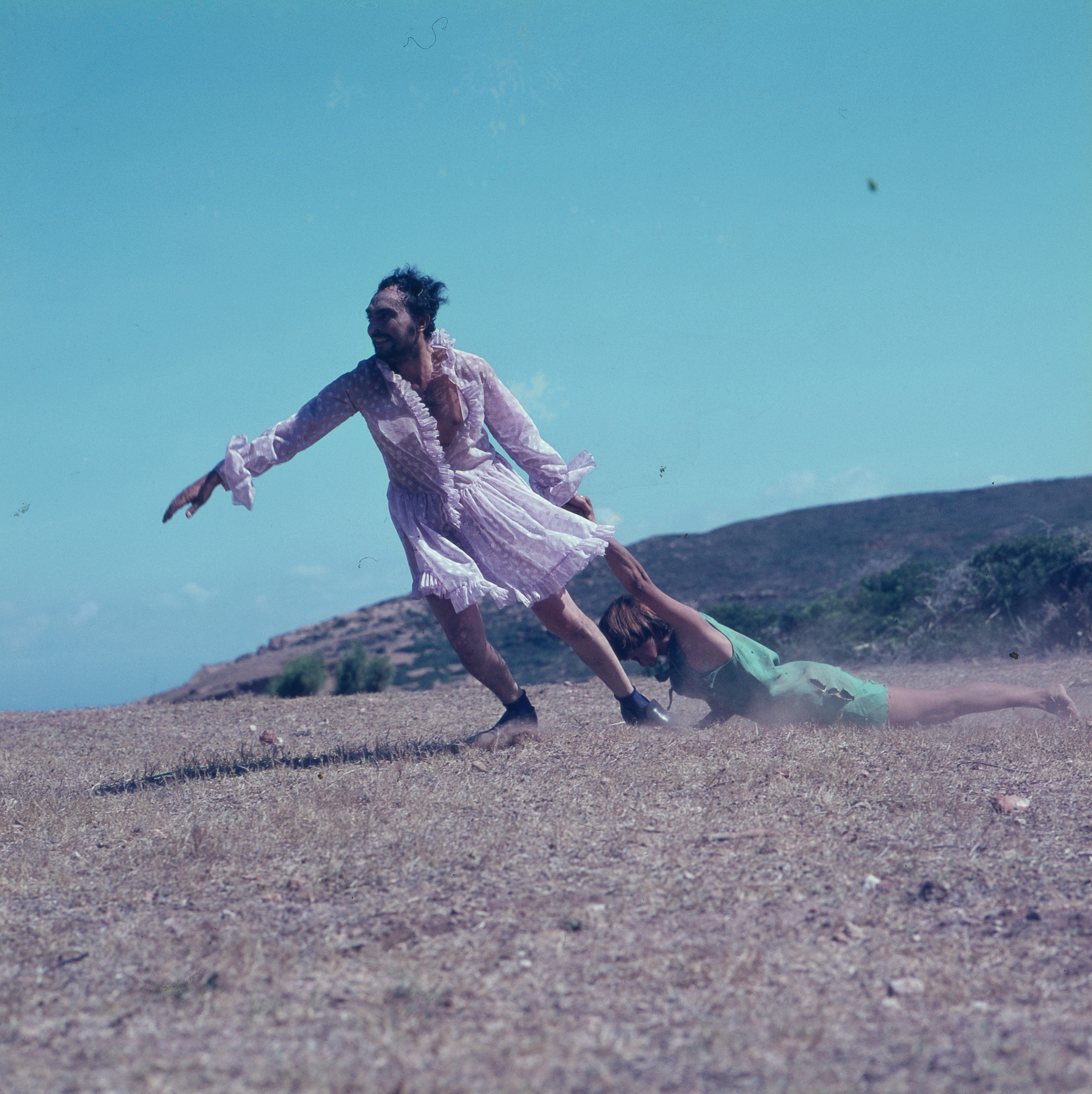
Ursule Pauly et Aly Ben Ayed.
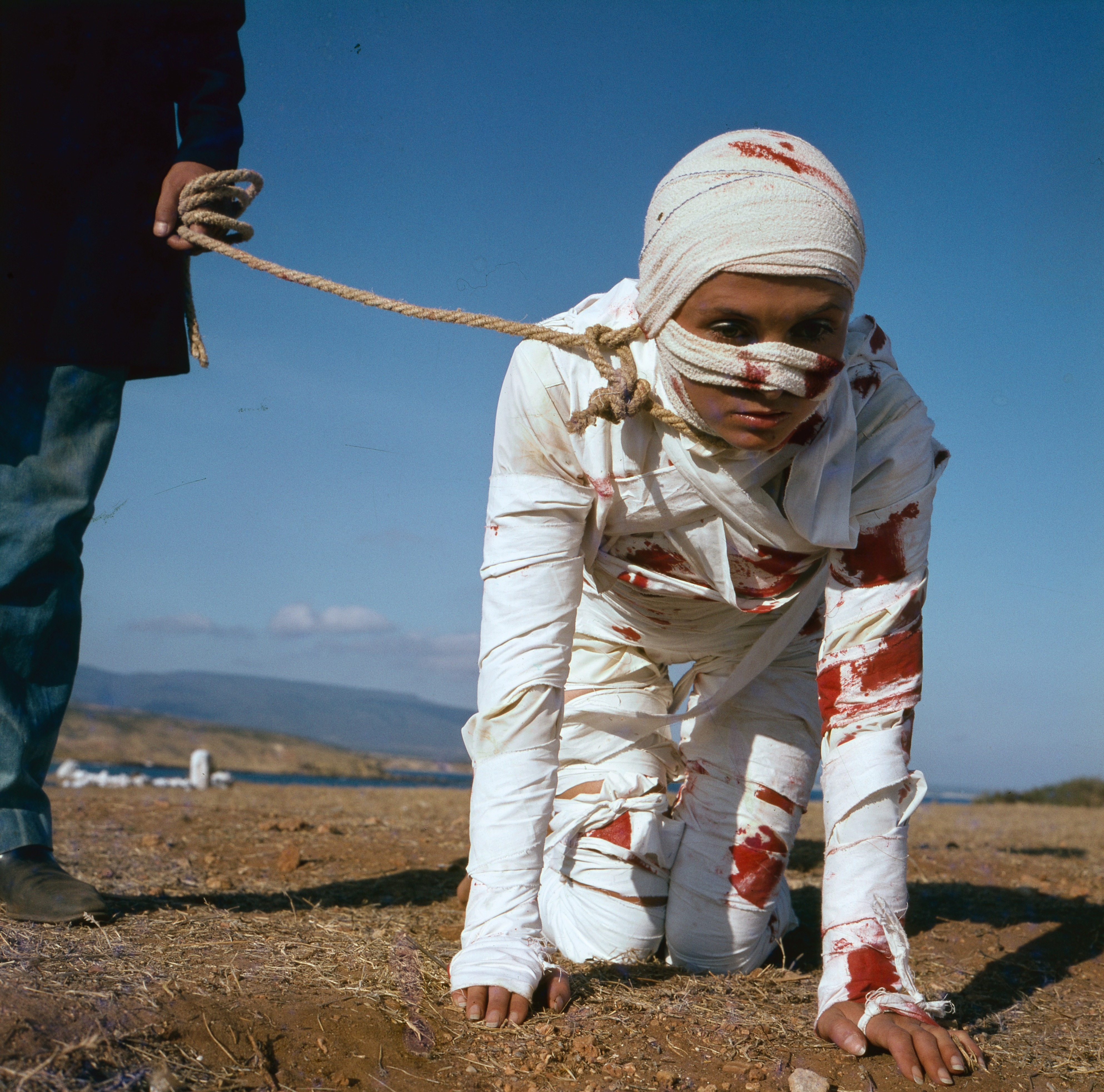
Sylvia Céline.